# Будрюнас, Антанас Мато
Антанас Мато Будрюнас (7 [20] сентября 1902, м. Пабирже Поневежского уезда Ковенской губернии — октябрь 1966, Вильнюс) — литовский композитор, Заслуженный деятель искусств Литовской ССР (1955), Народный артист Литовской ССР (1962).

## Биография
В 1938 окончил Каунасскую консерваторию по классу композиции Ю. Груодиса. В 1927—1937 — преподаватель и дирижёр студенческого хора в Литовской сельскохозяйственной академии в Дотнуве. В 1937—1940 преподаватель музыки в общеобразовательных школах, инструктор хоров и духовых оркестров в Каунасе.
С 1940 — преподаватель теоретических предметов и хороведения, декан факультетов сольного пения и хорового дирижирования, заместитель директора Каунасской консерватории. С 1951 — доцент, заведующий кафедрой оперной подготовки Вильнюсской консерватории.

## Сочинения
- для оркестра
  - поэма «Видение на кургане» (1938)
- для духового оркестра
  - Марш колхозников (1949)
  - квартет (1947)
- для фортепиано
  - соната (1936)
  - Вариации и фуга на литовскую народную тему (1935)
- для солиста, смешанного хора и фортепиано
  - кантата «Луч света» (слова Бержюнаса, 1945)
- для хора и голоса с фортепиано
  - песни (более 50)
  - обработки литовских народных песен.

## Награды
- Медаль «За трудовое отличие» (1954)[2].
- Народный артист Литовской ССР (1962).
- Заслуженный деятель искусств Литовской ССР (1955).